# Johann Baptist von Alxinger
Johann Baptist von Alxinger (1755-1797) est un poète autrichien.

## Biographie
Né à Vienne, il est surtout connu pour deux poèmes chevaleresques, imités de Wieland, qui eurent un grand succès, Doolin de Mayence, en 10 chants (1787), et Bliombéris, en 12 chants (1791). 
Il a fait aussi plusieurs traductions, entre autres celle du Numa de Florian, et a coopéré à divers journaux littéraires. On a publié ses Œuvres à Vienne, 10 vol. 1810. 
Franc-maçon, il fut membre de la loge viennoise Zur wahren Eintracht.
- Der Coelibat eLib
- Die Priester Gottes eLib
- Lied eines alten Juden eLib

## Liens
- poèmes (eLibrary Projekt - eLib -)

## Source
Cet article comprend des extraits du Dictionnaire Bouillet. Il est possible de supprimer cette indication, si le texte reflète le savoir actuel sur ce thème, si les sources sont citées, s'il satisfait aux exigences linguistiques actuelles et s'il ne contient pas de propos qui vont à l'encontre des règles de neutralité de Wikipédia.